# Anna Maria Arduino
Anna Maria Arduino (Messina, 1672 – Napoli, 29 dicembre 1700) è stata una nobildonna e pittrice italiana, principessa consorte e poi reggente del Principato di Piombino per conto del figlio Niccolò II Ludovisi.

## Biografia
Figlia di Paolo Arduino, principe di Polizzi e marchese della Floresta, e di Giovanna Furnari, nacque a Messina nel 1672. Fin da giovanissima, oltre che per la musica e la danza, mostrò un particolare interesse per la poesia e la pittura. Per assecondare “l'acume del talento” della figlia, il padre la fece educare “nelle italiane, e nelle latine lettere”, così come “nelle arti liberali e nella pittura specialmente”.
Nelle Memorie de' pittori messinesi e degli esteri che in Messina fiorirono dal XII al XIX secolo (1821) Giuseppe Grosso Cacopardo, che la definiva una pittrice che “seppe da maestra con vivacità, e con franchezza, maneggiare il pennello”, riferiva che “non pochi quadri da lei dipinti mostravano la somma perizia che ebbe ella in quest'arte”.
Nota anche “per la bellezza dell'aspetto”, Anna Maria Arduino era ricordata da Antonino Mongitore nella Bibliotheca Sicula (Palermo 1707-1714) per i suoi interessi culturali e artistici (“esercitò le arti della pittura e soprattutto tele ricamate in oro e quasi tutte le arti liberali, si impadronì dei misteri delle scienze, scrisse numerosi canti immortali in prosa latina e italica”).
In campo letterario si ispirava a Petrarca e, tra i poeti latini, prediligeva Virgilio come modello per i suoi scritti. Nel 1687 dedicò uno dei suoi componimenti in latino all'imperatore Leopoldo I d'Asburgo e alla moglie Eleonora (Rosa Parnassi plaudens triumpho imperiali S.M.C. invictissimi Leopoldi de Austria Romanorum Imperatoris etc., eiusque dignissimae uxoris Eleonorae Magdalenae Palatini Rheni), che fu stampato a Napoli da Salvatore Castaldo “regio stampatore” e riportato anche da Giovan Mario Crescimbeni, “custode dell'Arcadia”, nella sua Istoria della volgare poesia (1730).
Dopo il matrimonio nel dicembre 1696 con il principe di Piombino, Giovanni Battista Ludovisi (1647-1699), di cui fu la seconda moglie dopo Maria di Moncada e al quale diede l'unico figlio, Niccolò II Ludovisi (luglio 1698 - 17 gennaio 1700), visse a Roma e qui fu ammessa nell'Accademia dell'Arcadia, fondata nel 1690, che frequentò sotto lo pseudonimo di Getilde Faresia.
Oltre ai componimenti poetici per le sue nozze e la sua partenza da Messina, a lei furono dedicati anche alcuni versi, come un sonetto (Egual a tua beltà) ritrovato da Giuseppe Emanuele Ortolani tra i manoscritti dell'Accademia della Fucina di Messina e quello composto da Giovanni Ortolani (Nella morte della celebre Maria Anna Arduino Principessa di Piombino).
Alla morte del marito il 24 agosto 1699 divenne per breve tempo reggente di Piombino in nome del figlio di un anno, che morì però nel gennaio successivo, all'età di diciassette mesi. 
Anna Maria Arduino morì a 28 anni a Napoli il 29 dicembre 1700, poco tempo dopo aver perso il marito e l'unico figlioletto. Insieme al piccolo Niccolò, fu sepolta a Napoli nella chiesa di San Diego all'Ospedaletto, dove ancora oggi si trovano i sepolcri con due bassorilievi marmorei che furono scolpiti da Giacomo Colombo, su disegno di Francesco Solimena, tra il 1703 e il 1704 e che raffigurano il figlio a figura intera e la madre a mezzo busto.